# Neosartorya multiplicata
Neosartorya multiplicata är en svampart som beskrevs av Yaguchi, Someya & Udagawa 1994. Neosartorya multiplicata ingår i släktet Neosartorya och familjen Trichocomaceae.   Inga underarter finns listade i Catalogue of Life.